# Karin Melis Mey
Karin Mey Melis (geb. Karin Mey; * 31. Mai 1983 in Pretoria) ist eine türkische Weitspringerin südafrikanischer Herkunft.

## Werdegang
Sie wurde 2004 Südafrikanische Meisterin im Weitsprung und nahm für ihr Geburtsland an der Sommer-Universiade 2005 in İzmir teil, wo sie den sechsten Platz belegte.
Am 30. Juni 2008 erhielt sie die türkische Staatsbürgerschaft und startete seitdem international für die Türkei. Sie nahm an den Olympischen Spielen 2008 in Peking teil, scheiterte dort jedoch bereits in der Qualifikation. Auch bei den Halleneuropameisterschaften 2009 in Turin verpasste sie den Finaleinzug. Beide Male blieb sie deutlich unter ihren Möglichkeiten.
Der internationale Durchbruch gelang ihr schließlich bei den Weltmeisterschaften 2009 in Berlin. Mit einer Weite von 6,80 m gewann sie hinter Brittney Reese aus den USA und Tatjana Lebedewa aus Russland die Bronzemedaille. Bei den Hallenweltmeisterschaften 2010 in Doha konnte sich Mey Melis allerdings nicht für das Finale qualifizieren. 2011 belegte sie bei den Weltmeisterschaften in Daegu den achten Rang.
Nach ihrer zweijährigen Dopingsperre belegte sie den siebten Platz bei den Halleneuropameisterschaften 2015 in Prag und gewann für die Türkei die Goldmedaille bei der Team-Europameisterschaft in der zweithöchsten Liga. 2016 belegte sie bei den Europameisterschaften in Amsterdam den fünften Rang mit 6,62 m. Es folgte das Aus in der Qualifikation bei den Olympischen Spielen in Rio de Janeiro.

## Doping
Bei den Europameisterschaften 2012 sprang Mey Melis ursprünglich auf Platz fünf. Aufgrund einer positiven Dopingprobe wurde sie später disqualifiziert. Weil der IAAF davon zu spät erfuhr, konnte sie noch bei den Olympischen Spielen in London starten und erreichte das Finale. Dort durfte sie dann aber nicht mehr antreten. Sie wurde für zwei Jahre bis zum 7. August 2014 gesperrt.

## Bestleistungen
- Weitsprung: 6,93 m, 7. Juli 2007 in Bad Langensalza (Türkischer Rekord)
  - Halle: 6,85 m, 21. Februar 2008 in Stockholm (Türkischer Rekord)